# Andrzej Grzela
Andrzej Grzela (ur. 5 lutego 1965, zm. 16 maja 2024 w Tąpkowicach) – polski lekarz, wokalista i współzałożyciel zespołu folkowego Ryczące Dwudziestki.

## Życiorys
Ukończył Zespołu Szkół Mechaniczno-Samochodowych w Bytomiu. Był absolwentem Śląskiej Akademii Medycznej (był chirurgiem). Pracował w kilku poradniach zdrowia na Śląsku, a także prowadził własną klinikę.
W 1983 roku założył zespół folkowy Ryczące Dwudziestki, którego debiutancki album pt. "Hiszpańskie dziewczyny" sprzedał się w nakładzie 100 tys. egzemplarzy. 
W 2015 roku podczas jednego z koncertów na festiwalu Shanties'2015 w Krakowie, doznał wylewu, który skutkował rozległymi uszkodzeniami mózgu. Po tym wydarzeniu był całkowicie sparaliżowany oraz pozostawał w stanie minimalnej świadomości minus - nie mógł się poruszać, mówić ani nawiązać żadnego logicznego kontaktu ze światem zewnętrznym. Organizator festiwalu Shanties, Krakowska Fundacja Żeglarstwa Sportu i Turystyki HALS oraz przedstawiciele zespołu Ryczące Dwudziestki zawiązali wówczas Komitet Społeczny „Pomoc dla Qni”. Andrzej Grzela był między innymi podopiecznym Fundacji Avalon. 
Przyjaciele Grzeli ze środowiska szantowego nagrali poświęcony mu utwór pt. Few Days" dla Qni (w projekcie wzięli udział artyści z Banana Boat, Formacji, North Cape, Pereł i Łotrów, Ryczących Dwudziestek, Stonehenge i Trzeciej Miłości).
Na podstawie historii Andrzeja Grzeli powstał reportaż Małgorzaty Smolak pt. Mówię do was przez cyberoko: Chcę żyć w Dużym Fromacie oraz inspirowany jego historią film pt. II koncert na wiolonczelę i orkiestrę w reż. Macieja Stuhra. Tezy zawarte w reportażu Agnieszki Smolak, które stały się inspiracją dla filmu Macieja Stuhra, zostały jednak podważone przez prawomocny wyrok sądu, wydany w oparciu o jednoznaczne ekspertyzy niezależnych biegłych oraz zeznania kilkudziesięciu świadków.
Zmarł 16 maja 2024 w Tąpkowicach. Miał trójkę dzieci.